# If We Ever Meet Again
If We Ever Meet Again is een single uit 2010 van Timbaland en Katy Perry. Het nummer is de vierde single van Timbalands album Timbaland Presents Shock Value II.

## Hitnotering
| "If We Ever Meet Again" in de Nederlandse Top 40 - Binnen: 27-02-2010 | "If We Ever Meet Again" in de Nederlandse Top 40 - Binnen: 27-02-2010 | "If We Ever Meet Again" in de Nederlandse Top 40 - Binnen: 27-02-2010 | "If We Ever Meet Again" in de Nederlandse Top 40 - Binnen: 27-02-2010 | "If We Ever Meet Again" in de Nederlandse Top 40 - Binnen: 27-02-2010 | "If We Ever Meet Again" in de Nederlandse Top 40 - Binnen: 27-02-2010 | "If We Ever Meet Again" in de Nederlandse Top 40 - Binnen: 27-02-2010 | "If We Ever Meet Again" in de Nederlandse Top 40 - Binnen: 27-02-2010 | "If We Ever Meet Again" in de Nederlandse Top 40 - Binnen: 27-02-2010 | "If We Ever Meet Again" in de Nederlandse Top 40 - Binnen: 27-02-2010 | "If We Ever Meet Again" in de Nederlandse Top 40 - Binnen: 27-02-2010 | "If We Ever Meet Again" in de Nederlandse Top 40 - Binnen: 27-02-2010 | "If We Ever Meet Again" in de Nederlandse Top 40 - Binnen: 27-02-2010 |
| Week                                                                  | 1                                                                     | 2                                                                     | 3                                                                     | 4                                                                     | 5                                                                     | 6                                                                     | 7                                                                     | 8                                                                     | 9                                                                     | 10                                                                    | 11                                                                    |                                                                       |
| --------------------------------------------------------------------- | --------------------------------------------------------------------- | --------------------------------------------------------------------- | --------------------------------------------------------------------- | --------------------------------------------------------------------- | --------------------------------------------------------------------- | --------------------------------------------------------------------- | --------------------------------------------------------------------- | --------------------------------------------------------------------- | --------------------------------------------------------------------- | --------------------------------------------------------------------- | --------------------------------------------------------------------- | --------------------------------------------------------------------- |
| Nummer                                                                | 30                                                                    | 28                                                                    | 25                                                                    | 21                                                                    | 14                                                                    | 11                                                                    | 11                                                                    | 11                                                                    | 13                                                                    | 27                                                                    | 38                                                                    | uit                                                                   |

| "If We Ever Meet Again" in de Nederlandse Single Top 100 - Binnen: 20-02-2010 | "If We Ever Meet Again" in de Nederlandse Single Top 100 - Binnen: 20-02-2010 | "If We Ever Meet Again" in de Nederlandse Single Top 100 - Binnen: 20-02-2010 | "If We Ever Meet Again" in de Nederlandse Single Top 100 - Binnen: 20-02-2010 | "If We Ever Meet Again" in de Nederlandse Single Top 100 - Binnen: 20-02-2010 | "If We Ever Meet Again" in de Nederlandse Single Top 100 - Binnen: 20-02-2010 | "If We Ever Meet Again" in de Nederlandse Single Top 100 - Binnen: 20-02-2010 | "If We Ever Meet Again" in de Nederlandse Single Top 100 - Binnen: 20-02-2010 | "If We Ever Meet Again" in de Nederlandse Single Top 100 - Binnen: 20-02-2010 | "If We Ever Meet Again" in de Nederlandse Single Top 100 - Binnen: 20-02-2010 | "If We Ever Meet Again" in de Nederlandse Single Top 100 - Binnen: 20-02-2010 | "If We Ever Meet Again" in de Nederlandse Single Top 100 - Binnen: 20-02-2010 | "If We Ever Meet Again" in de Nederlandse Single Top 100 - Binnen: 20-02-2010 | "If We Ever Meet Again" in de Nederlandse Single Top 100 - Binnen: 20-02-2010 | "If We Ever Meet Again" in de Nederlandse Single Top 100 - Binnen: 20-02-2010 | "If We Ever Meet Again" in de Nederlandse Single Top 100 - Binnen: 20-02-2010 | "If We Ever Meet Again" in de Nederlandse Single Top 100 - Binnen: 20-02-2010 |
| Week                                                                          | 1                                                                             | 2                                                                             | 3                                                                             | 4                                                                             | 5                                                                             | 6                                                                             | 7                                                                             | 8                                                                             | 9                                                                             | 10                                                                            | 11                                                                            | 12                                                                            | 13                                                                            | 14                                                                            | 15                                                                            |                                                                               |
| ----------------------------------------------------------------------------- | ----------------------------------------------------------------------------- | ----------------------------------------------------------------------------- | ----------------------------------------------------------------------------- | ----------------------------------------------------------------------------- | ----------------------------------------------------------------------------- | ----------------------------------------------------------------------------- | ----------------------------------------------------------------------------- | ----------------------------------------------------------------------------- | ----------------------------------------------------------------------------- | ----------------------------------------------------------------------------- | ----------------------------------------------------------------------------- | ----------------------------------------------------------------------------- | ----------------------------------------------------------------------------- | ----------------------------------------------------------------------------- | ----------------------------------------------------------------------------- | ----------------------------------------------------------------------------- |
| Nummer                                                                        | 50                                                                            | 39                                                                            | 37                                                                            | 45                                                                            | 27                                                                            | 32                                                                            | 35                                                                            | 34                                                                            | 45                                                                            | 52                                                                            | 44                                                                            | 57                                                                            | 57                                                                            | 62                                                                            | 86                                                                            | uit                                                                           |

| "If We Ever Meet Again" in de Vlaamse Ultratop 50 - Binnen: 24-04-2010 | "If We Ever Meet Again" in de Vlaamse Ultratop 50 - Binnen: 24-04-2010 | "If We Ever Meet Again" in de Vlaamse Ultratop 50 - Binnen: 24-04-2010 | "If We Ever Meet Again" in de Vlaamse Ultratop 50 - Binnen: 24-04-2010 | "If We Ever Meet Again" in de Vlaamse Ultratop 50 - Binnen: 24-04-2010 | "If We Ever Meet Again" in de Vlaamse Ultratop 50 - Binnen: 24-04-2010 | "If We Ever Meet Again" in de Vlaamse Ultratop 50 - Binnen: 24-04-2010 | "If We Ever Meet Again" in de Vlaamse Ultratop 50 - Binnen: 24-04-2010 | "If We Ever Meet Again" in de Vlaamse Ultratop 50 - Binnen: 24-04-2010 | "If We Ever Meet Again" in de Vlaamse Ultratop 50 - Binnen: 24-04-2010 | "If We Ever Meet Again" in de Vlaamse Ultratop 50 - Binnen: 24-04-2010 | "If We Ever Meet Again" in de Vlaamse Ultratop 50 - Binnen: 24-04-2010 | "If We Ever Meet Again" in de Vlaamse Ultratop 50 - Binnen: 24-04-2010 | "If We Ever Meet Again" in de Vlaamse Ultratop 50 - Binnen: 24-04-2010 |
| Week                                                                   | 1                                                                      | 2                                                                      | 3                                                                      | 4                                                                      | 5                                                                      | 6                                                                      | 7                                                                      | 8                                                                      | 9                                                                      | 10                                                                     | 11                                                                     | 12                                                                     |                                                                        |
| ---------------------------------------------------------------------- | ---------------------------------------------------------------------- | ---------------------------------------------------------------------- | ---------------------------------------------------------------------- | ---------------------------------------------------------------------- | ---------------------------------------------------------------------- | ---------------------------------------------------------------------- | ---------------------------------------------------------------------- | ---------------------------------------------------------------------- | ---------------------------------------------------------------------- | ---------------------------------------------------------------------- | ---------------------------------------------------------------------- | ---------------------------------------------------------------------- | ---------------------------------------------------------------------- |
| Nummer                                                                 | 39                                                                     | 26                                                                     | 17                                                                     | 18                                                                     | 23                                                                     | 14                                                                     | 12                                                                     | 23                                                                     | 32                                                                     | 36                                                                     | 41                                                                     | 45                                                                     | uit                                                                    |